# Il calzolaio di Parigi
Il calzolaio di Parigi (Парижский сапожник, Parižskij sapožnik ) è un film del 1927 diretto da Fridrich Markovič Ėrmler.